# Горохов, Фёдор Александрович
Фёдор Александрович Горохов (10.02.1902 — 06.02.1954) — советский учёный-философ, специалист по социальной философии.
Член РКП(б) с 1919 года. Доктор философских наук (1935), профессор (1935).
Окончил философское отделение Института красной профессуры (1929).
В 1931 был заместителем директора Института философии Коммунистической академии.
В 1938—1941 годах профессор философского ф-та МИФЛИ. В 1938—1941 годах научный сотрудник ИФ АН СССР.
Участник Великой Отечественной войны, добровольно вступил в народное ополчение, участвовал во многих сражениях.
В 1943 г. был репрессирован. Реабилитирован посмертно.

## Труды
- Горохов Ф. А. Ленин и исторический материализм. М., 1958.